# Jangji-dong
Jangji-dong (koreanska: 장지동) är en stadsdel i Sydkoreas  huvudstad Seoul. Den ligger i den sydöstra delen av staden i stadsdistriktet Songpa-gu.